# Astronomische Gesellschaft
O Astronomische Gesellschaft (em português, Sociedade Astronômica Alemã) é uma sociedade astronômica fundada em 1863 na cidade alemã de Heidelberg, sendo a segunda mais antiga sociedade, depois da Royal Astronomical Society.
Em 1882, o Astronomische Gesellschaft fundou o Central Bureau for Astronomical Telegrams em Kiel, onde permaneceu até durante a Primeira Guerra Mundial, quando o órgão foi transferido para o Østervold Observatory em Copenhagen, Dinamarca, para ser operado pelo Observatório da Universidade de Copenhague.
Por volta da virada do século 20, a Sociedade deu início à publicação do mais importante catálogo de estrelas de seu tempo, o Astronomische Gesellschaft Katalog (AGK).
A assembleia em Danzig (hoje Gdańsk) em agosto de 1939 foi a última até a reunião de Gotinga, em 1947, quando foi reiniciada como Astronomische Gesellschaft in der Britischen Zone (em português, Sociedade Astronômica na Zona Britânica). O conselho editorial no pós-guerra era formado pelo presidente Albrecht Unsöld (Kiel), Otto Heckmann, J. Larink, B. Straßl, Paul ten Bruggencate, e também Max Beyer, representando os astrônomos amadores da sociedade.